# Yo soy esa
Yo soy esa es una película española estrenada el 4 de octubre de 1990 que supuso el debut cinematográfico de la famosa cantante tonadillera Isabel Pantoja.

## Argumento
Ana Montes (Isabel Pantoja) y Jorge Olmedo (José Coronado) son un matrimonio famoso y acomodado. Tonadillera ella y actor él, son reconocidos y triunfan en sus respectivas profesiones. Ambos han protagonizado juntos una película titulada Yo soy esa, a cuyo estreno acuden, ambientada en los años 1940. Sin embargo, esa aparente felicidad que desprende el matrimonio es solo una fachada debido a la adicción al juego y las drogas de Jorge. Según transcurre la película que contemplan, van rememorando su propia historia.

## Premios
- Premios Goya
  - Mejor diseño de vestuario: finalista
    - José María García Montes, Lina Montero, María Luisa Zabala

  - Mejor maquillaje y peluquería: finalista
    - Juan Pedro Hernández, Leonardo Strafacio

## Comentario
La copla Yo soy esa, que da nombre a la película, fue compuesta en 1952 por los autores Quintero, León y Quiroga para Juanita Reina.

## Reparto
| Intérprete             | Personaje             |
| ---------------------- | --------------------- |
| Isabel Pantoja         | Ana Montes            |
| Jose Coronado          | Jorge Olmedo          |
| Loles León             | Trini                 |
| Alberto Alonso         | Rafael Suárez         |
| Elisa Matilla          | Amparo Jara           |
| Aurora Redondo         | Abuela de Ana         |
| Luis Barbero           | Abuelo de Ana         |
| Carmen Bernardos       | Madre de Antonio      |
| Matías Prats           | Matías Prats          |
| Antonio Gamero         | Cateto                |
| Fernando Marín         | Acompañante de Rafael |
| Pedro Díez del Corral  |                       |
| Juan Jesús Valverde    | Anastasio Jiménez     |
| Maruja Recio           | Rita                  |
| Chari Moreno           | Rosario               |
| Carmen Lozano          |                       |
| Mari Carmen Alvarado   |                       |
| Julio Escalada         | Preso                 |
| Francisco Camoiras     | José                  |
| Ernesto Marin          |                       |
| Félix Navarro          | Frasquito             |
| Abel Vitón             | Camarero              |
| Juan Echanove          | Antonio               |
| Magüi Mira             | Encarna               |
| Carlos Herrera         | Carlos Herrera        |
| Juan Luis Galiardo     | Padre Benito          |
| María Asquerino        | Jugadora              |
| Nuria Pascual          | Bailarines            |
| Raquel Terrados        | Bailarines            |
| Beatriz Carmona        | Bailarines            |
| María del Pilar Rubio  | Bailarines            |
| María del Mar Moreira  | Bailarines            |
| Carlos Moya            | Bailarines            |
| Francisco Javier Beato | Bailarines            |
| Isidro Espino          | Bailarines            |
| Paqui Martín           | Bailarines            |
| Antonio García Onicua  | Bailarines            |
| Luis Fernando Cabria   | Bailarines            |
| Juan Gomariz           | Bailarines            |
| Paco Catalá            | Mafioso               |
| Moreno-Fuentes         | Fan                   |
| Silvia Gambino         | Figurante             |
| José Luis Lemos        | Vendedor de entradas  |